# Ga Beomnaegol
Ga Beomnaegol (tiếng Hàn: 범내골역) là ga của Tàu điện ngầm Busan tuyến 1 ở Beomcheon-dong, quận Busanjin, Busan, Hàn Quốc.

## Liên kết
- (tiếng Hàn) Thông tin ga từ Tổng công ty vận chuyển Busan